# Seaview Range
Die Seaview Range ist ein Teil der Great Dividing Range und ein Bergland westlich von Ingham im Norden von Queensland, Australien. Große Gebiete des Berglands sind von Regenwäldern bedeckt, die im Girringun-Nationalpark in den Wet Tropics of Queensland, einem UNESCO-Weltnaturerbe geschützt sind.
In diesem Gebiet entspringen der Burdekin River und der Herbert River, dessen Zufluss Stony Creek den Wallaman-Wasserfall bildet, den höchsten einstufigen Wasserfall Australiens.
Die Seaview Range ist unter anderem Verbreitungsgebiet des Säulengärtners, der kleinsten Art innerhalb der Laubenvögel.

## Geschichte
Die Seaview Range wurde erstmals von Frederick Manson Bailey im Jahr 1873 erkundet und 1978 zum Weltnaturerbe erklärt.